# Tractat de Saint-Clair-sur-Epte

Ducat de Normandia entre 911 i 1050.

El tractat de Saint-Clair-sur-Epte fou un acord signat a la tardor del 911 entre Carles III el Simple i Rol·ló, un cap dels normands. Permetia l'establiment dels normands a Nèustria a canvi de protegir el regne de França de tota nova invasió dels normands.

## Context
Després del regnat de Carlemany moltes abadies cristianes foren objecte d'atacs viquings. Fou necessari establir comandaments militars sota un cap de territori fronterer (marca) que van originar la marca de Nèustria (els seus senyors eren comtes en funcions de comandants de terres frontereres, però no se'ls anomenava com a marquesos); els reis carolingis van establir també ponts fortificats (comme a Pont-de-l'Arche sobre el Sena) que no van poder aturar les incursions.
Vers 910-911, un cap normand de nom Rol·ló va iniciar una expedició per la marca de Nèustria però fou derrotat sota els murs de Chartres per una coalició d'aristòcrates francs. Fou el moment escollit per Carles el Simple per negociar, cosa que li era urgent doncs volia apoderar-se del regne de Lotaríngia sense temor a l'amenaça viquinga.

## Clàusules del tractat
El text no s'ha conservat però un historiador del segle xi, Dudon de Saint-Quentin, explica el seu contingut; no obstant queden alguns dubtes sobre la veracitat del seu relat. Les clàusules foren:
- Carles el Simple concedia a Rol·ló la regió compresa entre « l'Epte i la mar ». Els historiadors no estan d'acord sobre l'extensió exacte de la concessió; la majoria pensen que la donació incloïa els comtats-bisbats de Rouen, Évreux i Lisieux, és a dir la moderna Alta Normandia, i a més el País d'Auge. Pierre Bauduin suggereix encara una cessió més reduïda. No era la primera vegada que un rei cedia als víquings un territori a canvi de la pau. Al final del segle ix el rei d'Anglaterra Alfred el Gran havia concedit diversos territoris que van formar el Danelaw.
- Rol·ló acceptava rebre el baptisme.
- Rol·ló havia d'assegurar la protecció del regne especialment contra els seus compatriotes normands que tinguessin la temptació de remuntar el riu Sena. El cap normand feia homenatge al rei. En aquest punt Dudó de Sant Quintí, amb simpaties pels normands, explica una anècdota: Rol·ló va refusar agenollar-se davant el rei en signe d'homenatge i per besar-li els peus; es va buscar un compromís i es va acordar que un membre del seguici de Rol·ló faria el gest al seu lloc; però el normand, en lloc d'agenollar-se va aixecar el peu del rei tan amunt que el va fer caure.

## Conseqüències
L'acte fou primordial doncs va donar naixement al que fou el ducat de Normandia. Rol·ló i després el seu fill Guillem Llarga Espasa es van dedicar a estendre la concessió original, especialment a la Baixa Normandia i a Bretanya. Rol·ló va respectar les clàusules del tractat i es va abstenir d'envair les terres del regne. Després de l'empresonament de Carles el Simple va fer algunes ràtzies a Picardia.